# 南条又五郎
南条 又五郎（なんじょう またごろう、生没年不詳）は南北朝時代初期の人物。実名は不明。

## 生涯
又五郎の出自は不明であるが、伯耆国河村郡の南条氏につながる人物ではないかといわれる。『島根県史』所収の「小早川文書」内にある「高師直施行状案」によると又五郎は建武3年（1336年）11月24日、足利尊氏の執事・高師直より施行状を下され「伯耆国富田庄内天万郷一分地頭職」を小早川中務入道道円に付与するように命じられた。又五郎はこの時、師直から「施行状」を下されていることから伯耆守護の地位にあったことがうかがえ、伯耆国内の有力者であったことが分かる。このほかにも、『鳥取県史』所収の「佐々木文書」にある文和3年（1354年）10月14日付「足利義詮下文」によれば文和2年（1353年）6月に戦死した佐々木秀綱の後継人に与えられた土地の中に「伯耆国（略）神田庄南条又五郎跡」が見られる。神田庄は又五郎の所領であると思われるが没収地であり、その庄域などは不明である。一説に神田とは勝田のことであり、現在の米子市勝田町付近を指すという。